# Saint-Julien (Marseille)
Pour les articles homonymes, voir Saint-Julien.
Saint-Julien est un quartier de Marseille, dans le 12e arrondissement, à l'est du centre-ville.
Ce village aux rues étroites est blotti autour de son église, sur un rebord rocheux dominant la dépression des Caillols au sud. Son extension s'est faite au nord, autour du boulevard de la Comtesse, ainsi que le long de l'ancien chemin conduisant du centre de Marseille à Allauch par Saint-Barnabé et les Trois-Lucs. On y trouve encore des belles propriétés bourgeoises et quelques espaces verts, qui en font un quartier plutôt résidentiel, voisinant avec des ensembles de petites villas modestes datant du milieu du XXe siècle.

## Histoire
Il tient son nom de l'ancien village-paroisse autour duquel il s'est développé, Sancti Juliani, sur lequel Jules César avait installé l’un de ses campements au moment du siège de Marseille, en 49 avant J-C.
La ville avait à cette époque-là, comme d’autres en Provence, choisi Pompée contre César.
Assiégée pendant 6 mois, elle fut prise ensuite par celui qui bientôt serait sacré empereur de Rome. Ce campement, qui servait essentiellement à l’observation, engendrera la naissance d’un petit bourg. Mais pendant des siècles, Saint-Julien est resté à l’écart du développement, avec une activité très rurale. Seuls les moines et les gens d’armes occupaient le terrain.
Au XIIe siècle, au milieu de champs plantés de vigne appartenant au monastère, une communauté religieuse s’installe. C’est elle, inscrite sur les registres de Saint Victor sous le nom de Sancti Juliani, qui vraisemblablement baptisera aussi de ce nom le secteur géographique.
À la même époque, est achevé le “Castrum Juliani”, un château qui sera placé sous l’autorité de l’évêque de Marseille par le pape Innocent II en 1141. Le village fortifié devient alors Château Julien. Il ne reste rien de l’édifice médiéval, à la fin du XIXe siècle les derniers vestiges ont été détruits, pour élargir la grande rue (devenue Pierre Béranger) et dégager l’actuelle place Eugène Bertrand, qui auparavant s’appelait place du château. Cependant, une tour en ruine et quelques portions de remparts qui enserraient le village sont encore de nos jours des vestiges du site fortifié, qui autrefois dominait la vallée de l’Huveaune.
Entre 1715 et 1720, la population du bourg augmente sensiblement, car les épidémies de peste frappent Marseille. Selon certains historiens, la cité phocéenne aurait perdu à cette période-là presque la moitié de sa population (environ 50 000 morts). De nombreuses familles fuient la ville et les territoires ruraux -dont Saint Julien- profitent de la grande peur que les milieux urbains engendrent.
Entre 1850 et 1870, Saint Julien bénéficie de l’embellie industrielle et commerciale de Marseille qui gagne, en vingt ans, 220 000 nouveaux habitants (plus de la moitié sont des étrangers, surtout des Italiens).
En 1875, les tramways à chevaux accélèrent le développement de Marseille au-delà du Jarret (la desserte va jusqu’au Trois Lucs). Le morcellement des grandes propriétés (La Comtesse, Pinatel, Rampal) s’amorce, au profit d’un nouvel habitat.
De nouveaux quartiers, périphériques au village et au vieux château de Saint Julien, mais dépendant de cette paroisse, apparaissent aussi : Les Caillols, Les Olives et les Martégaux. Au moment de la Libération, le premier combat sur le territoire marseillais a eu lieu à Saint Julien, au cœur du village.
Le 23 août 1944, la troisième section (55 hommes) de la 1re compagnie de fusiliers-voltigeurs, commandée par le lieutenant Roger Audibert, est accrochée par un détachement allemand. Par délibération du conseil municipal du 27 juillet 1946, la Place du Monument (il y avait une stèle érigée pour les morts de la Grande Guerre, qui a été depuis déplacée au cimetière) a pris le nom d’Eugène Bertrand. C’était un commandant FFI, originaire du Vaucluse et “mort pour la France”.
Saint-Julien était au XIXe siècle un ancien quartier d’ouvriers agricoles (vignes et élevages) et d’artisans. Des vaches s’y trouvaient encore dans les années 1970. Les rocailleurs y ont laissé des traces avec de nombreux vestiges.

## Quartiers voisins
- les Caillols au sud
- Saint-Barnabé à l'ouest
- les Trois-Lucs à l'est
- Montolivet au nord-ouest
- Les Olives au nord-est

Les limites officielles de Saint-Julien incluent également le quartier de Beaumont, situé à l'ouest du noyau villageois sur la route de Saint-Barnabé.

## Équipements publics
- Bureau municipal de proximité (ex-mairie annexe), avenue du 24 avril 1915
- Bureau de poste, avenue du 24 avril 1915
- Écoles maternelles et primaires publiques, boulevard de la Comtesse, boulevard Bonniot, avenue de la Figone

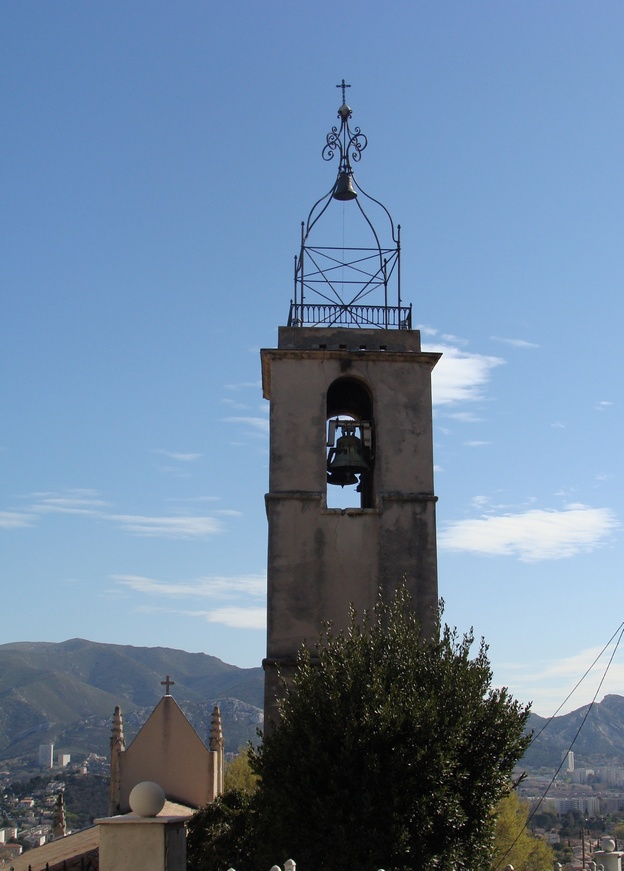
Le campanile de l'église Saint-Julien

## Lieux et monuments
- Églises :
  - catholique romaine (Saint-Julien), au centre du village ; campanile provençal 
  - catholique romaine (Sainte-Bernadette), boulevard Bourrely
  - apostolique arménienne, boulevard de Beaumont
  - évangélique arménienne (centre culturel), rue de Calais
- Ancienne villa Mille roses ayant appartenu à Fernandel, avenue Fernandel
- Cimetière, avenue Fernandel
- Château d'eau, avenue Fernandel

Le canal de Marseille, couvert, constitue une promenade au pied du village, qui se poursuit dans un cadre boisé jusqu'à la traverse des Caillols.